# 宿毛市立橋上小学校
宿毛市立橋上小学校（すくもしりつ はしかみしょうがっこう）は、かつて高知県宿毛市橋上町橋上にあった公立小学校。

## 沿革
- 1872年（明治5年）頃 - 僧山本義明、神官宮部政元が、読書、習字を教授。
- 1874年（明治8年）8月 - 釣人学舎と称して、下等小学校8級卒業証書を授与。
- 1926年（大正15年）7月 - 橋上第一尋常小学校と改称。
- 1927年（昭和2年） - 高等科設置。
- 1937年（昭和12年） - 11月 現在地校舎設置。
- 1947年（昭和22年） - 橋上村立橋上小学校に改称。高等科分離
- 1954年（昭和29年） - 3月 幡多郡橋上村の市制施行に伴い、宿毛市立橋上小学校に改称。
- 1967年（昭和42年） - 4月 坂本小学校と合併
- 1977年（昭和52年） - 4月 京法分校が独立し、京法小学校となる。
- 1981年（昭和56年） - 4月 京法小学校と合併。
- 1997年（平成10年） - 4月 楠山小学校を統合。
- 2024年（令和6年） - 3月31日 宿毛小学校へ統合により廃校。

## 出身者・著名人
- 柴岡三千夫　学校法人タイケン学園理事長　／一般財団法人日本幼少年体育協会理事長

## 周辺
- 宿毛市立橋上中学校（2024年廃校）